# Lijst van homecomputers
Dit is een overzichtslijst van home computers of thuiscomputers, alfabetisch gesorteerd op naam van de fabrikant chronologisch op computermodel.
Opmerking: In het geval dat een fabrikant zowel home- als personal computers produceert zijn enkel de machines die behoren tot de categorie homecomputer opgenomen.

## A
- Acorn Computers:
  - Acorn System 1
  - Acorn System 2
  - Acorn System 3
  - Acorn System 4
  - Acorn Atom
  - BBC Micro
  - Acorn Electron
  - BBC Master
  - Acorn Archimedes

- Amstrad:
  - Amstrad CPC 464, 664, 6128 (incl. de Plu-modellen)
  - Amstrad PCW 8256, 8512, 9512 en opvolgers
  - Amstrad Notepad NC reeks
  - Amstrad PenPad 600

- APF:
  - Imagination Machine

- Apple Computer:
  - Apple I
  - Apple II-familie
    - Apple IIe
    - Apple IIc
    - Apple IIc Plus
    - Apple IIGS

- Aster Computers:
  - Aster CT-80 (TRS-80 compatibel)

- Atari:
  - Atari 400, 800, XL, and XE
  - Atari XL
  - Atari ST

## B
- BBC: zie Acorn
- Bit Corporation:
  - Bit-60
  - Bit-90

## C
- Camputers:
  - Lynx

- Canon:
  - MSX1- en MSX2-standaard computers
    - V-20

- Casio:
  - MSX1-standaard computers
    - MX-10

- Coleco:
  - Coleco Adam

- Commodore:
  - Commodore PET
  - VIC-20
  - MAX Machine
  - Commodore 64
  - Commodore 16 and 116
  - Commodore Plus/4
  - Commodore 128
  - Amiga

- Compukit:
  - UK101

- Cromemco:
  - C3
  - C10
  - CS-1H
  - Maximizer
  - SCC
  - System Zero
  - System One
  - System Two
  - System Three
  - System Four
  - System Five

## D
- Daewoo:
  - CPC-300

- Data Applications International:
  - DAI Personal Computer

- Dick Smith
  - VZ200 (later omgedoopt tot VTech Laser 200)
  - VZ300 (omgedoopt tot VTech Laser 310)

- Dragon Data:
  - Dragon 32
  - Dragon 64
  - Dragon MSX (MSX-prototype)

## E
- EACA:
  - Colour Genie

- eMachines

- Elektronika:
  - BK-0010

- Enterprise 64:
  - Enterprise 64
  - Enterprise 128

- Exidy:
  - Exidy Sorcerer

## F
- Franklin Computer Corporation:
  - Franklin ACE series (Apple II compatibel)

- Fujitsu
  - FM-7
  - FM Towns

## G
- General:
  - MSX1-standaard computers

- GoldStar:
  - MSX1-standaard computers
    - FC-200

- Gradiente:
  - MSX1-standaard computers

- Grundy Business Systems, Ltd:
  - Grundy NewBrain

- Galaksija, een zelfbouw homecomputer

## H
- Hitachi:
  - MSX1-standaard computers
    - Hitachi MB-H1
    - Hitachi MB-H2
    - Hitachi MB-H3

## I
- IBM:
  - PCjr
  - PS/1
  - PS/2
  - PS/ValuePoint
  - PC Series
  - Aptiva
  - NetVista
  - ThinkCentre

- Interton
  - Interton VC 4000

## J
- Jupiter Cantab:
  - Jupiter Ace

- JVC:
  - MSX2-standaard computers
    - JVC HC-7GB

## K
- Kaypro

## L
- Luxor:
  - ABC80
- Laser: See Laser

## M
- Mattel:
  - Aquarius

- Matra:
  - Matra Alice

- Music print Computer Product (MCP): see Aster Computers

- Memotech:
  - Memotech MTX500
  - Memotech MTX512
  - Memotech RS128

- Microbee Systems, Australia:
  - Micro Bee

- Miles Gordon Technology:
  - SAM Coupé (opvolger van de ZX Spectrum)

- Mitsubishi:
  - MSX1- en MSX2-standaard computers

## N
- Nascom:
  - Nascom 1
  - Nascom 2

- National:
  - MSX1- en MSX2-standaard computers

- Newbear:
  - Newbear 77/68

- NEC
  - PC-8801

- NorthStar Computers
  - Horizon
  - Advantage
  - Dimension

## O
- Olivetti

- Oric Int'l/Tangerine:
  - Oric-1
  - Oric Atmos
  - Oric Telestrat

## P
- Packard Bell

- Panasonic:
  - MSX1-, MSX2- en MSX2+-standaard computers
    - CF-2700
    - FS-A1

- Philips:
  - P2000
  - MSX1- and MSX2-standaard computers
    - NMS-8250
    - NMS-8255
    - VG-8020
    - VG-8235

- Pioneer Corporation:
  - MSX1-standaard computers

## R
- RadioShack:
  - TRS-80 Model I, II, III, ...
  - TRS-80 Color Computer (CoCo), Coco 2, Coco 3
  - TRS-80 MC-10
  - Tandy 1000

- Research Machines:
  - 380Z
  - Link 480Z
  - Nimbus PC-186

## S
- Salora
  - Fellow (later omgedoopt tot VTech Laser 200)

- Sanyo:
  - MSX1-, MSX2- en MSX2+-standaard computers
    - PHC-28

- Sega
  - SC-3000

- Sharp:
  - MSX1-standaard computers
  - MZ-serie
    - Sharp MZ-40K
    - Sharp MZ-80K
    - Sharp MZ-80C
    - Sharp MZ-80B
    - Sharp MZ-80A
    - Sharp MZ-1200
    - Sharp MZ-2000
    - Sharp MZ-700
    - Sharp MZ-3500
    - Sharp MZ-2200
    - Sharp MZ-5500
    - Sharp MZ-800
    - Sharp MZ-1500
    - Sharp MZ-5600
    - Sharp MZ-6500
    - Sharp MZ-2500
    - Sharp MZ-8000
    - Sharp MZ-2800

  - X-serie
    - X1
    - X68000

- Sinclair Research:
  - ZX80
  - ZX81
  - ZX Spectrum
  - Sinclair QL

- Sony:
  - MSX1-, MSX2- en MSX2+-standaard computers
    - HB-75
    - HB-F9
    - HB-F900

  - Sony SMC-70
  - Sony SMC-70G
  - Sony SMC-777

- Sord:
  - Sord IS-11
  - Sord M5
  - Sord M23
  - Sord M68

- Spectravideo:
  - SV-318
  - SVI-318MKII
  - SV-328
  - SVI-328MKII
  - MSX1- en MSX2-standaard computers, waaronder:
    - SVI-728
    - SVI-738
    - SVI-838 (PC/MSX2-hybride)

## T
- Tatung:
  - Tatung Einstein

- Texas Instruments:
  - TI-99/4
  - TI-99/4A

- Texet:
  - Texet TX8000 (later omgedoopt tot VTech Laser 200)

- Thomson:
  - TO7
  - TO7-70
  - MO5
  - TO9
  - TO8
  - MO6
  - TO9+
  - TO8D

- Tiki Data:
  - Tiki 100

- Toshiba:
  - MSX1-standaard computers

## V
- Video Technology (AKA VTech):
  - 100
  - 110
  - 200
  - 210
  - 310

## Y
- Yamaha:
  - MSX1-standaard computers
    - CX5M

- Yashica-Kyocera:
  - MSX1-standaard computers

- Yeno:
  - MSX1-standaard computers

## Z
- Zenith Electronics